# Dinnyés Lajos
Dinnyés Lajos (Alsódabas, 1901. április 16. – Budapest, 1961. május 3.) Magyarország miniszterelnöke (1947. május 31. – 1948. december 10.), a Magyar Úszó Szövetség és a Magyar Labdarúgó-szövetség elnökségének tagja, kisgazda politikus. 1931-től képviselőházi, ideiglenes nemzetgyűlési, majd országgyűlési képviselő.

## Tanulmányok és származása
Jómódú, középbirtokos református nemesi családból származott, három testvére volt, középfokú tanulmányait a budapesti református gimnáziumban végezte, majd a keszthelyi gazdasági akadémián szerzett diplomát. Apja idősebb Dinnyés Lajos 1930-ban bekövetkezett halála után gazdálkodott; anyja Frank Etelka volt.

## Politikai szerepvállalása a világháború előtt
1929-ben belépett az Agrárpártba, a Független Kisgazdapárttal való egyesülés (1930) után e párt tagjaként politizált. 1931-1939-ig a dabasi kerület képviselője. 1935-ben a választások idején zaklatásoknak volt kitéve és 1939-ben már nem is sikerült mandátumot szereznie.

## A világháború idején
A második világháború idején, 1941-ben kötött házasságot Hegedűs Katalinnal. Házassága és barátai révén jól jövedelmező álláshoz jutott, rövid ideig a harctéren teljesített szolgálatot. 1945-ben a Kisgazdapárt újjászervezésekor újra visszatért a politikai életbe.

## A háború utáni tevékenysége és miniszterelnöksége

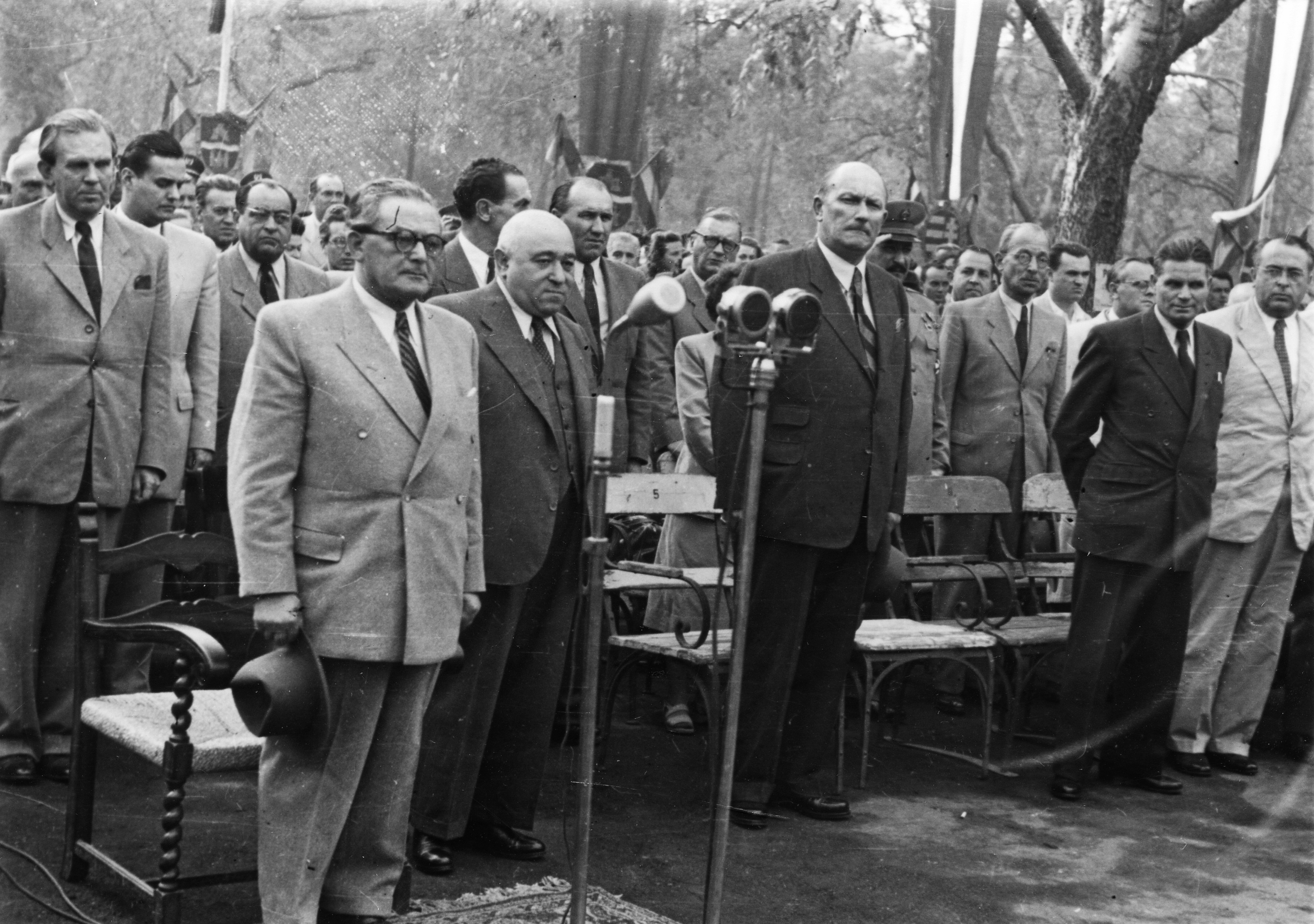
Dinnyés (középen) a budapesti nemzetközi vásár megnyitóján

Tagja volt az Ideiglenes Nemzetgyűlésnek, az 1945. november 4-i választásokon újra képviselő, ekkor már tagja a párt választmányának és Politikai Bizottságának. 1947 márciusában a honvédelmi tárca élére került.
Nagy Ferenc lemondása után lett miniszterelnök. Hivatali idejében fogadta el a parlament a hároméves újjáépítési tervet. Az 1947 nyarán elfogadott választójogi törvényben szűkítették a választók és választhatók körét, és az 1945-ben már engedélyezett pártoknak különböző előnyöket biztosítottak az újonnan induló pártokkal szemben. Miniszterelnöksége idején került sor az 1947. augusztus 31-i kékcédulás választásra. A Kisgazdapárt, bár a nyertes oldalon állt, támogatóinak nagyobb részét elvesztette, ennek ellenére a kommunisták és a szociáldemokraták nyomására ő kapott kormányalakítási megbízást. A második Dinnyés-kormány már leginkább egy kommunisták által irányított bábkormány volt, Magyarország erőltetett szovjetizálása is ekkor indult. Miniszterelnöksége idején államosították a 100 főnél többet foglalkoztató üzemeket, megalakult a Magyar Dolgozók Pártja, elkezdődött a mezőgazdaság kollektivizálása, és az első koncepciós perek is ebben az időben folytak. 1948. július 13-tól a Pest megyei kisgazdaszervezetek örökös elnökévé választották. A második Dinnyés-kormány 1948. december 10-én bukott meg, mivel magát a miniszterelnököt tették felelőssé Nyárádi Miklós kisgazda pénzügyminiszter emigrálásáért.

### Kutatható iratanyaga
Miniszterelnöki működési időszakából (az 1947–1948 közti évkörből) 0,84 iratfolyóméternyi (7 doboznyi), maradandó értékűnek minősített iratanyaga került az Országos Levéltár, mai nevén Magyar Nemzeti Levéltár Országos Levéltára őrizetébe, ahol az a XIX-A-1-f törzsszámon kutatható.

## Miniszterelnöksége után
Az Országos Mezőgazdasági Könyvtár és Dokumentációs Központ főigazgatója lett és országgyűlési képviselő maradt. 1954-től a Hazafias Népfront Tanácsának tagja. Az 1956-os forradalom idején az V. kerületi Ideiglenes Nemzeti Bizottság tagja volt. 1958-ban az Országgyűlés egyik alelnökévé választották. 1961. május 3-án hunyt el 60 évesen.

## Műve
- Az Átokcsatorna; Freudné, Bp., 1937